# Ernesto Buonaiuti
Pour les articles homonymes, voir Buonaiuti.
Ernesto  Buonaiuti, né le 25 juin 1881 à Rome et mort dans la même ville le 20 avril 1946, est un prêtre catholique, historien du christianisme, philosophe de la religion et théologien qui est considéré comme la figure de proue du modernisme catholique italien.
Les engagements d'Ernesto Buonaiuti entraînèrent une détérioration de ses rapports avec le Vatican et le Saint Office qui aboutit à son excommunication en 1926.
Opposant au fascisme, il perd sa chaire d'histoire du  christianisme de l'université de Rome l'année suivante, à la demande du  Saint-Siège, qui réclame à son encontre des mesures d'exception, puis est radié  de l'université (1931) pour avoir refusé de prêter le serment fasciste après le concordat entre le gouvernement mussolinien et  les autorités vaticanes.
L'historien Maurilio Guasco, spécialiste du  modernisme, présente cet enseignant charismatique comme « l'une des personnalités les plus  significatives de l'histoire religieuse du XXe siècle ».

## Biographie

### Études et formation
Ernesto  Buonaiuti est élève au séminaire romain de l'Apollinaire de 1895 à 1901 et y reçoit un enseignement qui, à travers Salvatore Talamo - préfet tenant d'un thomisme ouvert dans la lignée de l'encyclique Æterni Patris et se fondant sur la scholastique - est considéré comme un lieu de « fermentation du modernisme ». Francesco Faberj un autre professeur, enseignant la théologie sacramentaire puis la patristique, anti-scolastique convaincu, marquera également la scolarité du séminariste et de son  condisciple Mario Rossi, autre future figure marquante du modernisme  romain. Les travaux de l'historien bénédictin Luigi Tosti éveillent son intérêt pour la recherche historique, ceux d'Auguste Comte pour la philosophie. C'est à cette époque également qu'il découvre l'Action de Maurice Blondel, qui le marquera durablement, comme le pragmatisme de William James qui influencera sa pensée et ses travaux.
Dans cet environnement de bouillonnement intellectuel et spirituel - où les idées d'Alfred Loisy sont populaires et discutées - qui caractérise la fin du pontificat de Léon XIII, marqué par une « espérance d'ouverture et de développement de la vie  culturelle et religieuse », il a notamment pour condisciple Angelo Roncalli, qui  deviendra le pape Jean XXIII en 1958. Ce dernier, après son accession au pontificat, déclarera qu'il avait appris quantité de choses de Buonaiuti et « qu'il priait toujours pour  lui ».

### Moderniste
Considéré  comme l'un des éléments les plus brillants du séminaire, Ernesto Buonaiuti est appelé à enseigner la philosophie au Séminaire pontifical de l'Apollinaire avant même d'être ordonné prêtre. Il accède au sacerdoce à l'âge de 22 ans et, en 1903, prend la succession, comme  professeur d'histoire du christianisme, d'une personnalité farouchement opposée au modernisme, Umberto Benigni, prélat qui créera par après un organe de lutte contre le modernisme, la Sapinière.
Avec d'autres jeunes ecclésiastiques qui rêvent de refonder une pensée catholique prenant en compte les changements du monde moderne, il s'approche de Salvatore Minocchi - qui envisage le problème de la modernité avant tout comme un problème générationnel - et sa revue Studi religiosi dans laquelle Buonaiuti analyse d'un point de vue religieux les travaux d'Herbert Spencer, l'un des principaux défenseurs de la théorie de l'évolution. Buonaiuti se distingue néanmoins de Minocchi en considérant que l'origine de la crise de l'Église catholique est plus profonde qu'un simple problème générationnel et il voit dans la pensée moderne une opportunité de réforme pour l'Église : une science catholique de la critique historique pourrait être un moyen d'atteindre un vrai catholicisme, libéré de la gangue de l'autorité vaticane
La condamnation de Loisy le fait se tourner vers d'autres sources d'inspiration parmi lesquelles les travaux de Tyrrell et d'Édouard Le Roy prennent une place importante de même que ceux de William James qui l'amènent à envisager le pragmatisme comme une alternative à la scholastique.
En 1905, il prend la direction de la Rivista storico-critica delle scienze teologiche  (Revue historico-critique de sciences théologiques), fondée depuis peu par le père Giuseppe Bonaccorsi. La publication mensuelle parait jusqu'en septembre 1910 lorsqu'elle est mise à l’Index librorum prohibitorum comme le seront  par la suite les différentes revues savantes que Buonaiuti crée. Les tendances modernistes de Buonaiuti et une campagne de dénigrement orchestrée par  la revue jésuite La Civiltà Cattolica le font destituer de sa chaire au printemps 1906 et il se voit alors confier un  poste d'archiviste qu'il perd également en 1911, à la suite d'un procès en diffamation visant l'une de ses relations, procès qui devient celui du  modernisme.

#### Un modernismereligieux
Le modernisme italien, marqué par les travaux de Loisy et de George Tyrrell, si, à l'instar de ce qui se passe dans d'autres pays européens, n'est pas réellement structuré, peut néanmoins être présenté en deux courants : un modernisme religieux, qu'incarne Buonaiuti, et un modernisme socio-politique incarné par un autre prêtre, Romolo Murri, qui est à l'origine de la démocratie chrétienne italienne et avec lequel Buonaiuti sera souvent en désaccord.
En dépit de leurs divergences, les modernistes italiens se retrouvent autour d'une revue, Il Rinnovamento qui se penche notamment sur la portée théologique de la critique historique ainsi qu'elle s'occupe de problèmes plus généraux de philosophie religieuse. Dans cette revue s'expriment les différentes facettes d'un modernisme italien caractérisé par l'implication dans la société et une volonté d'émancipation vis-à-vis des autorités ecclésiales, à la différence de la situation française où se développe un modernisme essentiellement confiné aux silence des bibliothèques et des études. Les modernistes italiens entendent ainsi réformer l'Église mais également la culture religieuse.

### Excommunication
En juillet 1907, Buonaiuti rencontre le baron Friedrich von Hügel, figure  majeure du modernisme européen. En novembre de la même année, Buonaiuti publie anonymement un ouvrage qui expose le Programme des modernistes - qu'il entend  essentiellement comme une liberté de critique en matière d'histoire du  christianisme -  en réponse à l'encyclique Pascendi Dominici Gregis de Pie X, encyclique qui condamne les « erreurs du modernisme ». La même année, il est suspendu a divinis pour sa participation à la revue Nova et vetera, subit une nouvelle sanction disciplinaire en 1909 et doit cesser ses publications à la suite d'Essais sur la philologie  et l'histoire du Nouveau Testament parus dans la revue Manuali di scienze religiose en 1910. La pause dans ses publications dure quelques années.
En 1915, Buonaiuti accède par concours à  la chaire d'Histoire du christianisme de l'université de  Rome. Partisan du  système exégétique historico-critique bien éloigné des études exégétiques  catholiques du temps, ses relations avec les autorités vaticanes se dégradent pour aboutir à une première excommunication en 1921 après la publication de l'article Le esperienze fondamentali di Paolo. En 1924, il est réhabilité par le cardinal Pietro Gasparri qui lui enjoint de ne plus enseigner et de cesser de publier, ce que Buonaiuti ne peut se résoudre à faire. Conséquemment, la condamnation de tous ses ouvrages et écrits par un décret de la Congrégation du Saint-Office suit le 26 mars, puis une excommunication vitandus, le 25 janvier 1926.
L'année suivante, à la demande  du Saint-Siège, il est destitué de sa chaire. Il poursuit alors son  enseignement dans une salle prêtée par la YMCA de Rome. En 1929, à la suite des accords du Latran, il abandonne la soutane et, avec à peine onze autres collègues (sur 1 200), il refuse de prêter le serment au régime fasciste réclamé aux  enseignants en 1931 en se justifiant par le passage 5, 34-37 de l'évangile selon Matthieu. Il se voit alors rayé des cadres de l'université où il n'occupait déjà plus que des fonctions non académiques. Un article des accords du Latran ayant trait aux  prêtres apostats ou frappés de censure est rédigé particulièrement à son  encontre : cet article  servira à l'empêcher de réintégrer son poste au lendemain de la seconde guerre mondiale.

### Professeur charismatique
Lors de séjours estivaux dans les Apennins à San Donato, Buonaiuti, devenu un professeur charismatique, rassemble une koinonia spirituelle formée avec ses étudiants dont nombre deviendront de fervents disciples marqués par sa religiosité et pour lesquels il a pu illustrer la « vocation prophétique du  christianisme ». Il prépare ses disciples à une activité scientifique dont Loisy, bien que les deux hommes ne nourrissent pas de grandes affinités depuis la visite de Buonaiuti dès 1906, salue la  qualité. Dans leur forme, ces réunions ressemblant à des exercices  de séminaire s'apparentaient aux rencontres telles qu'elles se pratiquent au sein de certains groupes chrétiens réformés, à l'instar des quakers.
À partir des années 1930, il donne de nombreuses  conférences en Italie et à l'étranger et enseigne comme professeur invité à l'université de Lausanne à partir de 1935, soutenu par une de ses élèves l'historienne et pasteure Lydia von Auw. Il s'y voit proposer le poste de professeur ordinaire et une chaire d'histoire du christianisme conditionnés à son adhésion à l'Église calviniste mais refuse  la proposition, lié par un attachement indéfectible à l'Église catholique malgré les vicissitudes éprouvées. Entre 1935 et 1939, date à laquelle son passeport lui est retiré par les autorités italiennes, il vit en Suisse où il approche les Églises réformées dont il assimile les valeurs qui alimentent ses préoccupations œcuméniques, sans renoncer pour autant au catholicisme.
En 1942 et 1943, il publie son Histoire du christianisme en trois volumes et, l'année suivante, le 17 mai, le Saint-Office condamne et inscrit à l'Index tous les ouvrages et écrits publiés par Buonaiuti depuis sa précédente mise à l'index de 1924. Il publie encore une importante autobiographie - qu'Émile Poulat tient pour fondamentale dans son œuvre - Pellegrino di Roma (Le Pèlerin de Rome) en 1945 avant de s'éteindre, l'année suivante.

## Travaux
Buonaiuti est l'auteur d'une œuvre importante, composée de milliers d'articles et de nombreux ouvrages, dont la liste bibliographique a été dressée en 1951 par Marcella Rava.
Spécialiste - entre autres - de l'œuvre de Joachim de Flore, il a proposé d'envisager celui-ci, en compagnie de Pierre Valdo et François d'Assise, comme l'un des trois acteurs de « la grande et véritable réforme de la chrétienté », d'une autre nature que la Réforme du début du XVIe siècle
Il a également contribué à de nombreuses revues qu'il a souvent créées : Nova et Vetera, Manuali di scienze religiose, Studi religiosi, Religio, Rivista storico-critica delle scienze teologiche, Il Rinnovamento, Ricerche Religiose, Rivista trimestrale de studi filosofici e religiosi, Il Resto del Carlino, …

## Choix de publications
- (it) Saggi di filologia e storia del Nuovo Testamento, éd. F. Ferrari, 1910
- (it) La  genesi della dottrina agostiniana intorno al paccato originale, éd. Giovanni bardi, 1916
- (it) Sant'Agostino', éd. A. F. Formiginni, 1917
- (it) La Chiesa Romana, éd. Gilardi et Noto, 1932
- (it) Pietre  miliari nella storia del Cristianesimo, 1935
- (it) Storia del cristianesimo : Evo Antico. Evo Medio. Evo Moderno., éd. Corbaccio Dall'Oglio, 1942-43
- (it)  Autobiographie : Pellegrino  di Roma. La generazione dell'esodo  éd. Gaffi, 2008 (éd. orig. 1945), disponible en copyleft sur le site de   l'éditeur
- (it) La vita allo sbaraglio. Lettere a Missir  (1926- 1946) a cura di Ambrogio Donini. éd. La Nuova Italia, 1980 (recueil posthume de lettres)

### Travaux sur  Ernesto Buonaiuti
- (it) Enrico Lepri, Il Pensiero   religioso di Emesto  Buonaiuti, éd. Libreria Tropea, 1969
- (it) Lorenzo Bedeschi, Buonaiuti il   Concordato e la Chiesa, éd. Il   Saggiatore, 1970
- (it) Annibale Zambarbieri, Cattolicesimo tra  crisi e  rinnovamento. Ernesto Buonaiuti ed Enrico Rosa nella prima  fase della polemica  modernista, éd. Morcelliana, 1979
- (it) Giordano Bruno Guerri, Eretico e profeta. Ernesto Buonaiuti, un prete contro la Chiesa, éd. Mondadori, 2001
- (it) Federico Battistutta, Trittico eretico. Sentieri interrotti del Novecento religioso. Ernesto Buonaiuti, Primo  Vannutelli, Ferdinando Tartaglia, éd. Lampi di Stampa, 2005

### Ouvrages généralistes
- Lúcio da Veiga Coutinho, Tradition et  histoire dans la controverse moderniste : (1898-1910), éd. Editrice Pontificia Università  Gregoriana, 1954, ouvrage en ligne
- (en)  Lester R. Kurtz, The   politics of heresy: the modernist crisis in Roman Catholicism, éd. University of California Press, 1986, extraits en ligne
- (en) Marvin Richard O'Connell, Critics on trial: an introduction to the  Catholic modernist crisis, éd. Catholic University of America Press, 1994, extraits en ligne
- Maurilio  Guasco, Le  modernisme. Les faits, les idées, les hommes, trad. Jean-Dominique  Durand, éd. Desclée De Brouwer, 2007, recension en ligne

## Sources partielles
- (de) Friedrich Wilhelm Bautz, article Buonaiuti, Ernesto, in Biographisch-Bibliographisches Kirchenlexikon, vol. 1, col. 813–814, 1990, en ligne